# コマ (映画・漫画)

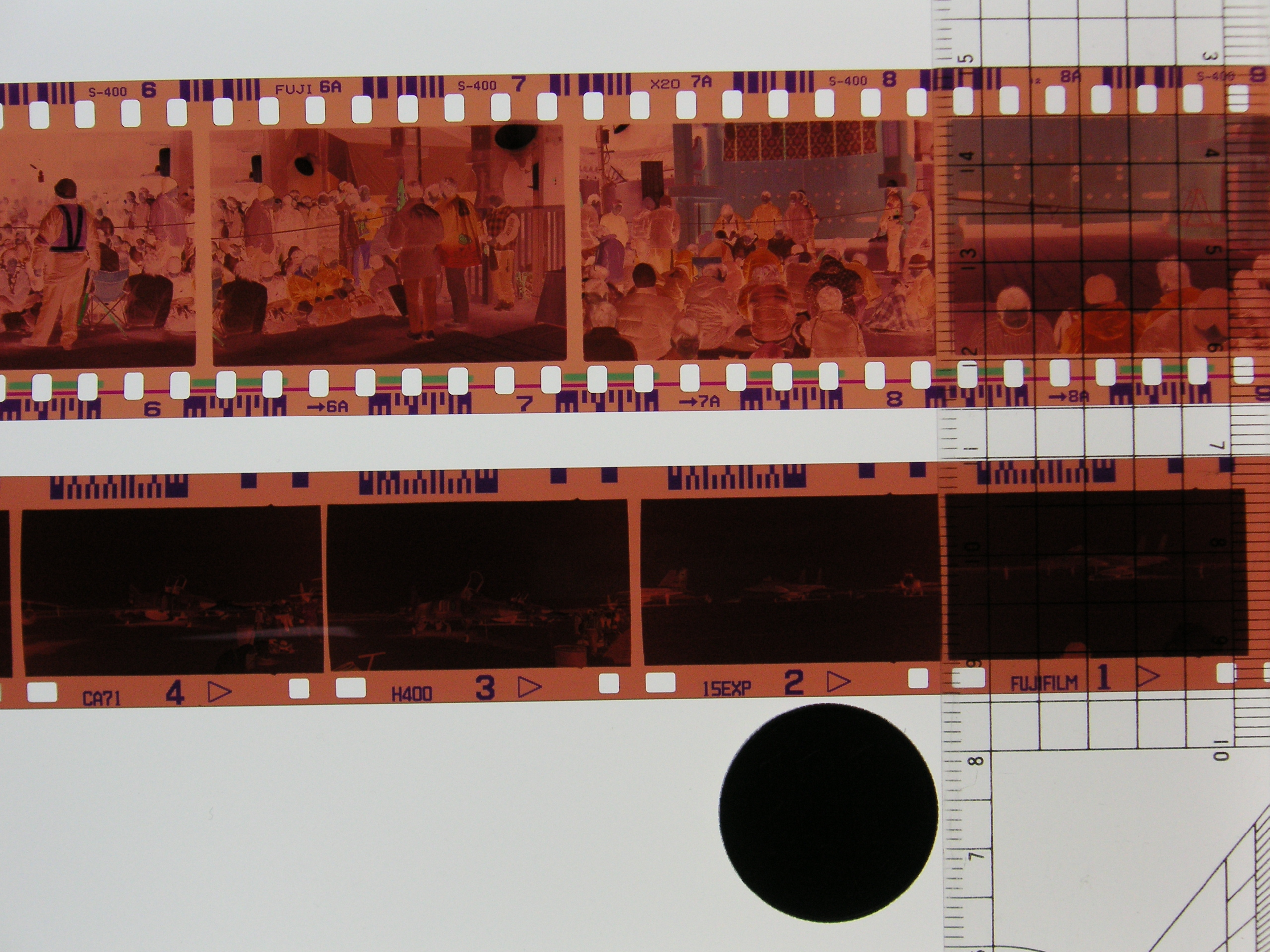
写真フィルム（上:135フィルム 中:アドバンストフォトシステム(APS) 下:サイズ比較用の100円玉）

コマ（齣）は、漫画、映像（動画）などにおいて、1枚の画像が記録されている区画の単位。

## 漫画のコマ
漫画において時間の中のある一時点として表現された1枚の絵をコマという。多くは四角形（正方形や長方形とは限らない）の枠線で囲まれていて、これを連続させて時間の流れを表現する。
一般的に1ページに3 - 15コマで表現するのがちょうど良いとされている。必要に応じて、2ページにまたいでコマを書くこともある。最高に強調する場面や物語の締め等の重要な場面での演出として、1ページまたは見開き2ページをまるごと1コマに使用することもある。
部分のコマの角を丸くしたり、枠線を実線ではなく破線にしたり、枠線の間隔を狭くしたり、枠線の外部を黒く塗り潰したり、コマの中に小さなコマを配したりして、それらをストーリー上で現在流れている時間のコマと区別することもある（回想シーンや想像シーンなど）。演出上枠線を描かなかったり人物を強調させるなどの理由で人物がコマからはみ出ていたりすることもある。
人物が｢複数のコマをまたいで｣大きく描かれることもある。この手法は、ぶちぬきと呼ばれる。
また、コマの境目の余白部分を物質化し、壁や柱や横棒などとして扱わせる手法もある。
コマの数を基準にして漫画の型式を分類する場合がある。以下は関連項目。
- 一コマ漫画
- 4コマ漫画
- コミック・ストリップ／バンド・デシネ

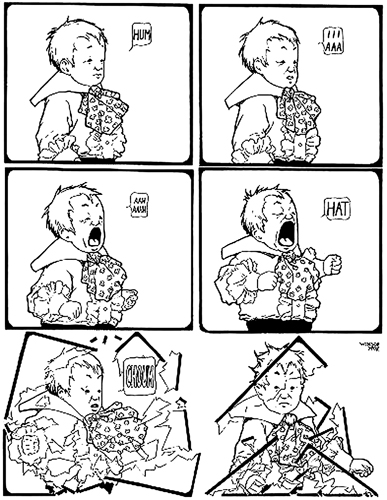
ウィンザー・マッケイ 『Little Sammy Sneeze』（1905年）

## 写真フィルムのコマ
写真フィルムで、1枚の写真を記録する区画をコマまたは英語でフレーム (frame) という。フレームの大きさはフィルムの幅に準じ、画面サイズを決定する。構図を設定するための大枠であり、画角を計算する際に重要な数値となる。

## 映画フィルムのコマ
映画フィルムで、1枚の映像を記録する区画をコマという。英語ではフレーム（frame）、または、テレビのフレームと区別するためにフィルムフレーム（film frame）という。
映画フィルムでは、1秒あたりサイレント時代は16コマ、トーキーでは24コマが使われる。ただし、ごく初期の映画には、さまざまなコマ数のものがあった。実験的な映画の中には、60コマを使うものなどもある。

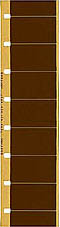
映画フィルム（模式図）

## その他の映像のコマ

### アニメのコマ
アニメーションは、実写映像が動作の流れをコマに分割して記録するのに対し、動作を分割した絵をコマ単位で複数描き、映像媒体に連続記録して再生することで動画にする技術である。
多くのテレビ番組がビデオ撮影されるようになってからも、アニメは長く映画フィルムを使って制作されており、1秒24コマで撮影されていた。ただし、日本では、実際に描かれる絵の枚数は動きのあるシーンであっても1秒8 - 12枚で、1枚の絵を2 - 3コマ撮影してフレーム数を調整していた（リミテッド・アニメーション）。ディズニーアニメなどは実際に1秒に24枚の絵が描かれている。
現在のアニメ制作はデジタル化されているが、フィルム時代と同様、1秒24コマで「撮影」（実際に撮影するわけではないが用語は残っている）され60フィールドにテレシネされる。ただし、特殊効果や一部のCGはテレシネ後にフレームまたはフィールド単位で加えるため、必ずしも絵の全てがコマを単位としているわけではない。
なお、アニメ制作の現場では、コマを記号「K」で略記することがある。

### 現代の用法
テレビ以降の動画技術分野では一般に、英単語frameをそのままカタカナにして「フレーム」という語を使う。上記のテレビアニメをはじめとする制作分野や、家電・コンピュータ用ソフトウェアの機能名称などでは「コマ」の語が残っている例がある。
各機器の動画再生機能のうち、コマの1つ1つを確認できる程度の低い速度で再生することをコマ送りと呼ぶ。再生中にコマの一部が表示されないことをコマ落ちまたはコマ飛びと呼ぶ。ストップモーション・アニメーション自体、またはその制作手法をコマ撮りと呼ぶ。